# Battaglia di Groninga
La battaglia di Groninga venne combattuta tra il 13 e il 16 aprile 1945, durante i più ampi scontri del fronte occidentale della seconda guerra mondiale.
Impegnata a liberare dall'occupazione tedesca il nord dei Paesi Bassi, la sera del 13 aprile la 2nd Canadian Division del generale Bruce Matthews diede l'assalto all'antica città medievale di Groninga, trovando tuttavia la dura resistenza di un'improvvisata ma combattiva guarnigione tedesca asserragliata nel centro cittadino. Seguirono quattro giorni di feroci combattimenti urbani prima che i canadesi ottenessero, il 16 aprile, la resa dei resti della guarnigione tedesca; la cattura di Groninga consentì quindi ai canadesi di raggiungere la sponda del Mare del Nord, tagliando l'ultima via di ritirata per i reparti tedeschi che ancora resistevano nei Paesi Bassi occidentali.

## Antefatti
La campagna finale degli Alleati sul fronte occidentale prese avvio il 23 marzo, quando le armate alleate lanciarono in rapida successione una serie di attraversamenti del fiume Reno avanzando poi nel cuore dei restanti territori controllati dalla Germania nazista. All'estremità settentrionale del fronte, ai primi di aprile la First Canadian Army del generale Harry Crerar ricevette il compito di liberare dall'occupazione tedesca il grosso dei Paesi Bassi: il I Canadian Corps del generale Charles Foulkes doveva procedere a liberare Arnhem il 12 aprile per poi avanzare in direzione dei Paesi Bassi occidentali, mentre il II Canadian Corps del generale Guy Simonds, che l'11 aprile aveva forzato tra Zutphen e Deventer la linea di difesa allestita dai tedeschi sul fiume IJssel, doveva avanzare parallelamente al confine olandese-tedesco per andare a liberare i Paesi Bassi nord-orientali, per poi piegare a est e bonificare dalle truppe nemiche il litorale del Mare del Nord.
Al centro della linea del II Corps la 2nd Canadian Division del generale Bruce Matthews, forte di tre brigate di fanteria (4th, 5th e 6th Brigade) e unità di autoblindo aggregate, mosse dalle sponde del Twentekanaal a quelle del Mare del Nord, coprendo un'avanzata di quasi 130 chilometri in linea retta in meno di quindici di giorni: l'avanzata dei canadesi fu agevolata dalle infiltrazioni di distaccamenti di forze speciali dello Special Air Service britannico incaricati di catturare intatti i ponti sui vari corsi d'acqua olandesi, ma soprattutto dal rapido disfacimento della resistenza tedesca. L'11 aprile la 5th Brigade aveva liberato Ommen, mentre la 6th Brigade attaccò di sorpresa Beilen nella notte tra l'11 e il 12 aprile prendendola dopo due ore di scontri con i confusi difensori tedeschi; la 4th Brigade, avanzata sulla scia della 6th Brigade, giunse invece la mattina del 13 aprile ad Assen preparandosi quindi ad attaccare il suo successivo obiettivo, l'antica città di Groninga.
La popolazione di Groninga era notevolmente cresciuta a seguito dell'arrivo di numerosi profughi dai Paesi Bassi meridionali, dove gli scontri tra Alleati e tedeschi andavano avanti fin dal settembre 1944: nell'aprile 1945 contava ormai circa 150000 abitanti. Il centro storico della città, di origine medievale, era interamente circondato da un ampio canale attraversato da una dozzina di ponti, che i tedeschi avevano provveduto a distruggere o bloccare; altri canali e vie d'acqua entravano in città da sud e ovest, passando attraverso due ampi parchi municipali e i sobborghi di nuova costruzione posti tutto attorno al canale circolare centrale. La città era una piazzaforte della Wehrmacht, costituendo l'estremità occidentale di una linea di postazioni antiaeree estesa a est fino a Emden, posta a protezione dell'interno della Germania da incursioni aeree in arrivo dal Mare del Nord; due batterie di artiglieria antiaerea tedesca erano in posizione nei pressi degli accessi orientali della stessa Groninga, mentre altre batterie contraeree e postazioni di cannoni antinave pesanti erano dislocate poco a nord sull'isola di Borkum.
La 480. Infanterie-Division era stata a lungo dislocata nella zona di Groninga, ma all'inizio di aprile 1945 era stata ritirata alla volta della Germania lasciando a presidio un eterogeneo raggruppamento di truppe sotto il comando del colonnello Gottfried Miczek, un ex poliziotto nominato comandante della città appena l'8 aprile precedente. Le forze tedesche, ammontati a 7000 o 7500 uomini, erano un gran miscuglio di militari dell'esercito (Heer), dell'aviazione (Luftwaffe) e della marina (Kriegsmarine), spesso reparti in transito diretti a Delfzijl per attraversare l'estuario dell'Ems e rientrare in Germania, che erano stati riorganizzati in unità improvvisate all'approssimarsi in città dei reparti canadesi; a Groninga era collocato il quartier generale dello Sicherheitsdienst responsabile per i Paesi Bassi settentrionali, e in città erano presenti anche alcuni distaccamenti di SS sia tedesche che olandesi. I tedeschi non possedevano reparti corazzati in supporto, ma un gran numero di mitragliere antiaeree e mitragliatrici era stato piazzato nei pochi punti alti della città (guglie, fabbriche, torri idriche) per sventagliare le strade sottostanti; la guarnigione era comunque troppo piccola per poter approfittare adeguatamente delle possibilità difensive offerte dalla città.

## La battaglia

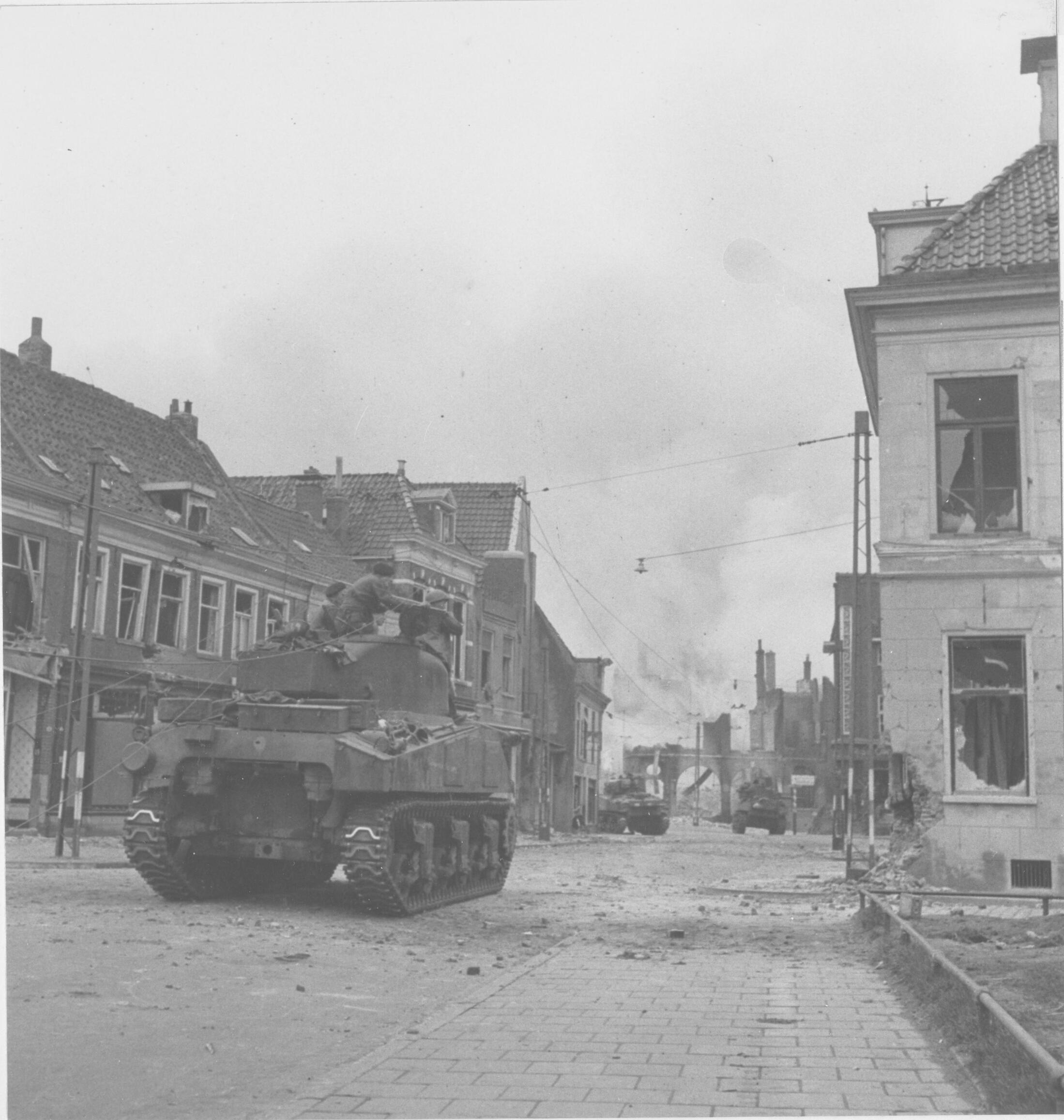
Carri Sherman canadesi nelle strade di Groninga durante la battaglia

La sera del 13 aprile la 4th Brigade canadese iniziò ad avvicinarsi a Groninga a partire dall'angolo sud-occidentale della città. I corazzati del reggimento Fort Garry Horse (50 carri medi M4 Sherman e alcuni carri leggeri M3/M5 Stuart) guidavano l'avanzata con la fanteria del Royal Hamilton Light Infantry ammucchiata sopra di essi; l'artiglieria della 2nd Canadian Division, ammassata a Eelde a circa 10 chilometri da Groninga, era impegnata principalmente a battere le strade in uscita in direzione di Delfzijl per impedire ai tedeschi di ritirarsi dalla città. Le prime difese tedesche, sguarnite di uomini, furono facilmente superate, ma i canadesi si ritrovarono poi bloccati in un duro scontro notturno nei terreni di uno dei parchi municipali, che i tedeschi avevano provveduto a fortificare unitamente a una vicina fabbrica e ai caseggiati lungo la strada. La mattina successiva, 14 aprile, il Royal Regiment of Canada si unì all'avanzata, ma i canadesi dovettero impiegare tutto il giorno per liberare dal nemico il parco municipale e avvicinarsi alla sponda del canale circolare interno; si verificarono feroci combattimenti anche corpo a corpo, mentre i canadesi dovevano sgomberare svariati caseggiati a più piani nonché vari scantinati trasformati in postazioni fortificate dai tedeschi.

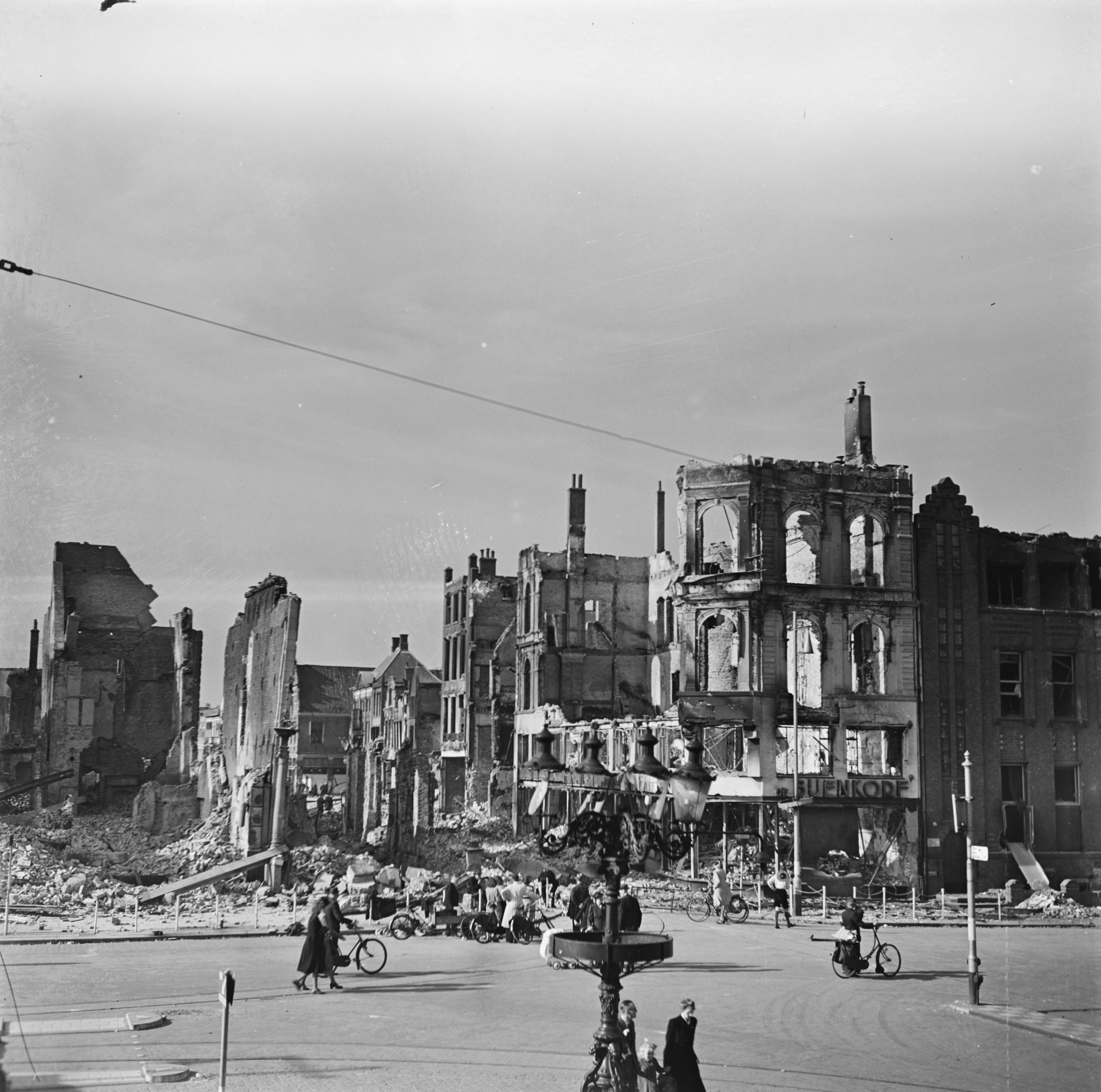
Una veduta del centro storico di Groninga la termine della battaglia

Il Royal Hamilton Light Infantry fu ritirato dagli scontri a causa delle troppe perdite (11 morti e molti feriti) e sostituito dal terzo e ultimo dei battaglioni della 4th Brigade, l'Essex Scottish Regiment, il quale riprese l'avanzata in direzione di uno dei pochi ponti intatti rimasti sul canale circolare centrale. Ai canadesi venne inizialmente vietato fare uso dell'artiglieria nel centro storico di Groninga, un sito culturalmente sensibile; di conseguenza, quando nel primo pomeriggio del 14 aprile gli Essex sferrarono l'attacco al ponte con solo l'appoggio delle armi leggere furono facilmente respinti dai difensori tedeschi. Il divieto di usare l'artiglieria venne quindi revocato, e quello stesso pomeriggio gli Essex sferrarono un secondo assalto con il supporto dei cannoni dell'artiglieria divisionale e dei carri armati del Fort Garry Horse, riuscendo a impossessarsi degli edifici che dominavano gli accessi al ponte; a sera una delle compagnie del battaglione, imbarcata su veicoli trasporto truppe corazzati "Kangaroo", attraversò di slancio il ponte e si stabilì sulla sponda opposta del canale.
Vista la dura resistenza incontrata dentro Groninga, Matthews fece intervenire le altre due brigate della divisione. Nelle prime ore del 15 aprile la 6th Brigade arrivò in città da sud, passò attraverso le posizioni della 4th Brigade e riprese la spinta in direzione del centro storico, con i Fusiliers Mont-Royal a guidare l'avanzata a partire dal ponte conquistato la sera prima dagli Essex seguiti alle spalle dal South Saskatchewan Regiment; infuriarono feroci combattimenti nel dedalo di stradine medievali del centro di Groninga, in particolare attorno alla grande piazza centrale dove vari reparti di tedeschi e SS olandesi si erano trincerati negli edifici circostanti, ben muniti di postazioni di mitragliatrici: i canadesi fecero avanzare i cannoni del reggimento anticarro divisionale e iniziarono a demolire uno per uno gli edifici tenuti dai tedeschi lungo il lato nord della piazza. Contemporaneamente la 5th Brigade diede l'assalto alla città da ovest, con i Calgary Highlanders e i Black Watch impegnati ad avanzare nell'angolo nord-occidentale del centro abitato mentre il Régiment de Maisonneuve prendeva d'assalto una fabbrica di zucchero alla periferia sud-occidentale.

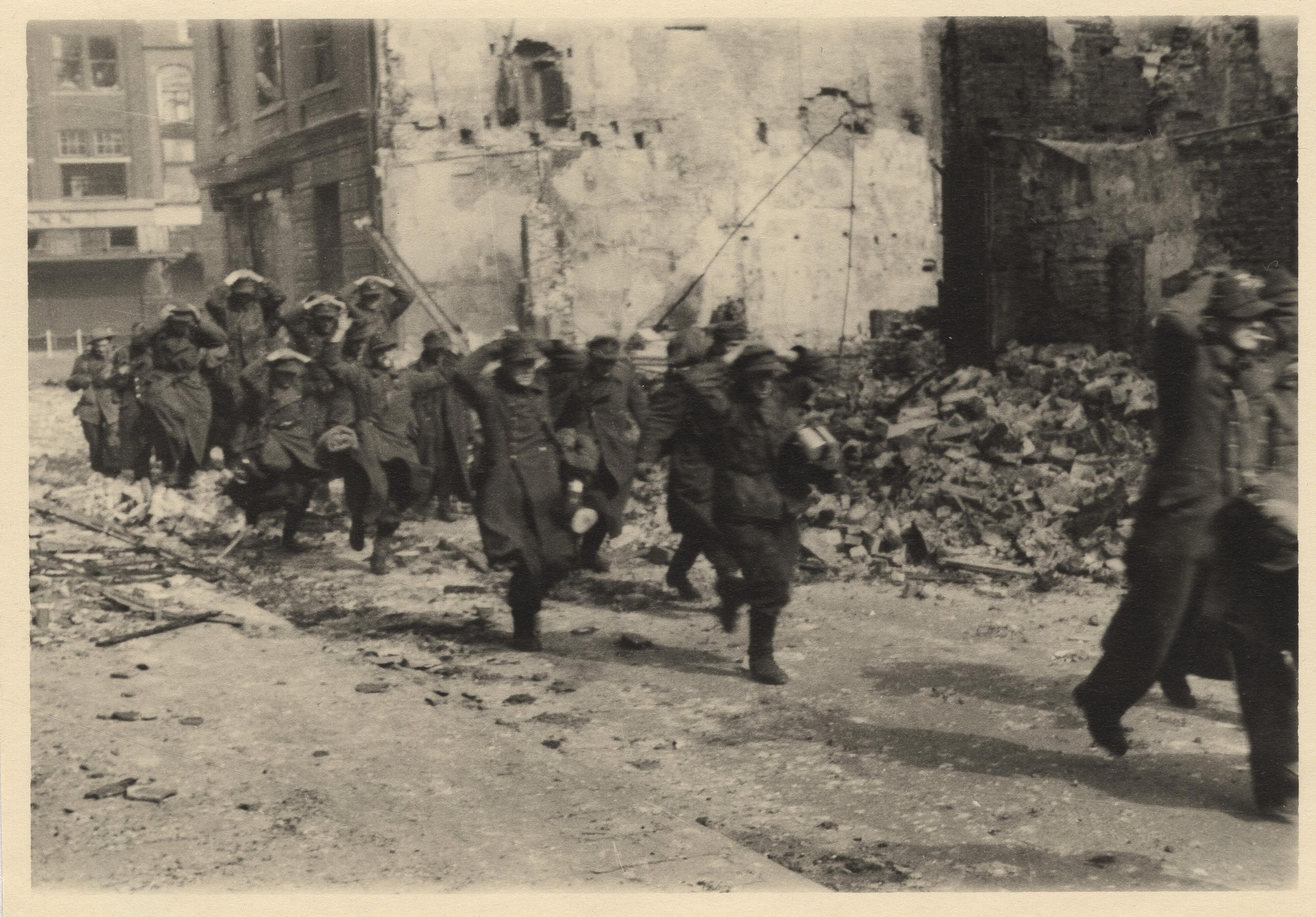
Una colonna di prigionieri tedeschi catturati dai canadesi a Groninga

Per il 16 aprile la resistenza tedesca stava ormai crollando: il colonnello Miczek e il suo stato maggiore capitolarono quel giorno, ma gruppi sparsi di tedeschi continuarono a resistere ancora per un po' e dovettero essere rastrellati uno per uno dai canadesi. L'ultima resistenza dei tedeschi venne opposta sulla sponda del canale Van Starkenborgh, al margine nord-orientale di Groninga: i tedeschi avevano sollevato il ponte mobile che attraversava il canale, ma i civili olandesi, tra cui uno dei guardiani del ponte, si offrono di guidare i fanti del Queen's Own Cameron Highlanders of Canada fino ai meccanismi di manovra che si trovavano sull'altra sponda. Una passerella improvvisata con una scala consentì a un gruppo di canadesi e olandesi di attraversare il canale sotto il fuoco nemico e abbassare il ponte, dando modo al resto dei Cameron Highlanders di sciamare sulla sponda opposta. Dopo quest'ultima azione i restanti reparti tedeschi si arresero o fuggirono verso Delfzijl.

## Conseguenze
I quattro giorni di battaglia a Groninga costarono alla 2nd Canadian Division un totale di 209 perdite in combattimento tra morti e feriti. Le stime delle perdite tedesche calcolano circa 130 morti in combattimento, mentre il numero di prigionieri varia da 2400 uomini a 95 ufficiali e 5117 sottufficiali e soldati; solo circa 2000 tedeschi riuscirono a lasciare la città e rifugiarsi a Delfzijl. Furono individuati diversi membri delle SS che cercavano di scappare vestiti da civili, e per ordine del comando canadese furono immediatamente passati per le armi.
Mentre il grosso della 2nd Canadian Division affrontava i tedeschi a Groninga, le autoblindo dei Royal Canadian Dragoons avevano girato a ovest dalla città ed erano entrate il 15 aprile a Leeuwarden, spingendosi quindi più a settentrione fino a raggiungere la sponda del Mare del Nord tra Dokkum e Zoutkamp, chiudendo l'ultima via di fuga alla volta della Germania per i reparti della Wehrmacht che ancora resistevano nei Paesi Bassi occidentali.